# Radicaal 88
Radicaal 88 is een van de 34 van de 214 Kangxi-radicalen dat bestaat uit vier strepen.
In het Kangxi-woordenboek zijn er 10 karakters die dit radicaal gebruiken.

## Karakters met het radicaal 88
| Strepen | Karakter |
| ------- | -------- |
| + 0     | 父       |
| + 2     | 爷       |
| + 4     | 爸       |
| + 6     | 爹       |
| + 9     | 爺       |

Orakelbotkarakter
Bronskarakter
Groot zegelkarakter
Klein zegelkarakter